# 昂代讷
昂代讷（法語：Andenne，法語發音：[ɑ̃dɛn] ⓘ）是比利时瓦隆大区那慕爾省那慕爾區的一个城市，东与列日省接壤，通行法语，是比利时法语社群的一部分，面积86.17平方千米，人口27,573人（2020年1月1日）。

## 友好城市
- 法國 绍尼